# Нечаївка (Шепетівський район)
Неча́ївка — село в Україні, у Ізяславській міській громаді Шепетівського району Хмельницької області. Населення становить 104 осіб.

## Історія
У 1906 році село Сульжинської волості Ізяславського повіту Волинської губернії. Відстань від повітового міста 14 верст, від волості 12. Дворів 70, мешканців 376.
7 (20) листопада 1917 року, відповідно до Третього Універсалу Української Центральної Ради, увійшло до складу Української Народної Республіки.
12 червня 2020 року, відповідно до розпорядження Кабінету Міністрів України № 727-р «Про визначення адміністративних центрів та затвердження територій територіальних громад Хмельницької області», увійшло до складу Ізяславської міської територіальної громади.
19 липня 2020 року, в результаті адміністративно-територіальної реформи та ліквідації Ізяславського району, село увійшло до складу новоутвореного Шепетівського району